# Phomopsis cordylines
Phomopsis cordylines är en svampart som beskrevs av Ponnappa 1971. Phomopsis cordylines ingår i släktet Phomopsis och familjen Diaporthaceae.   Inga underarter finns listade i Catalogue of Life.